# Peumo
Peumo is een gemeente in de Chileense provincie Cachapoal in de regio Libertador General Bernardo O'Higgins. Peumo telde 14.313 inwoners in 2017 en heeft een oppervlakte van 153 km².

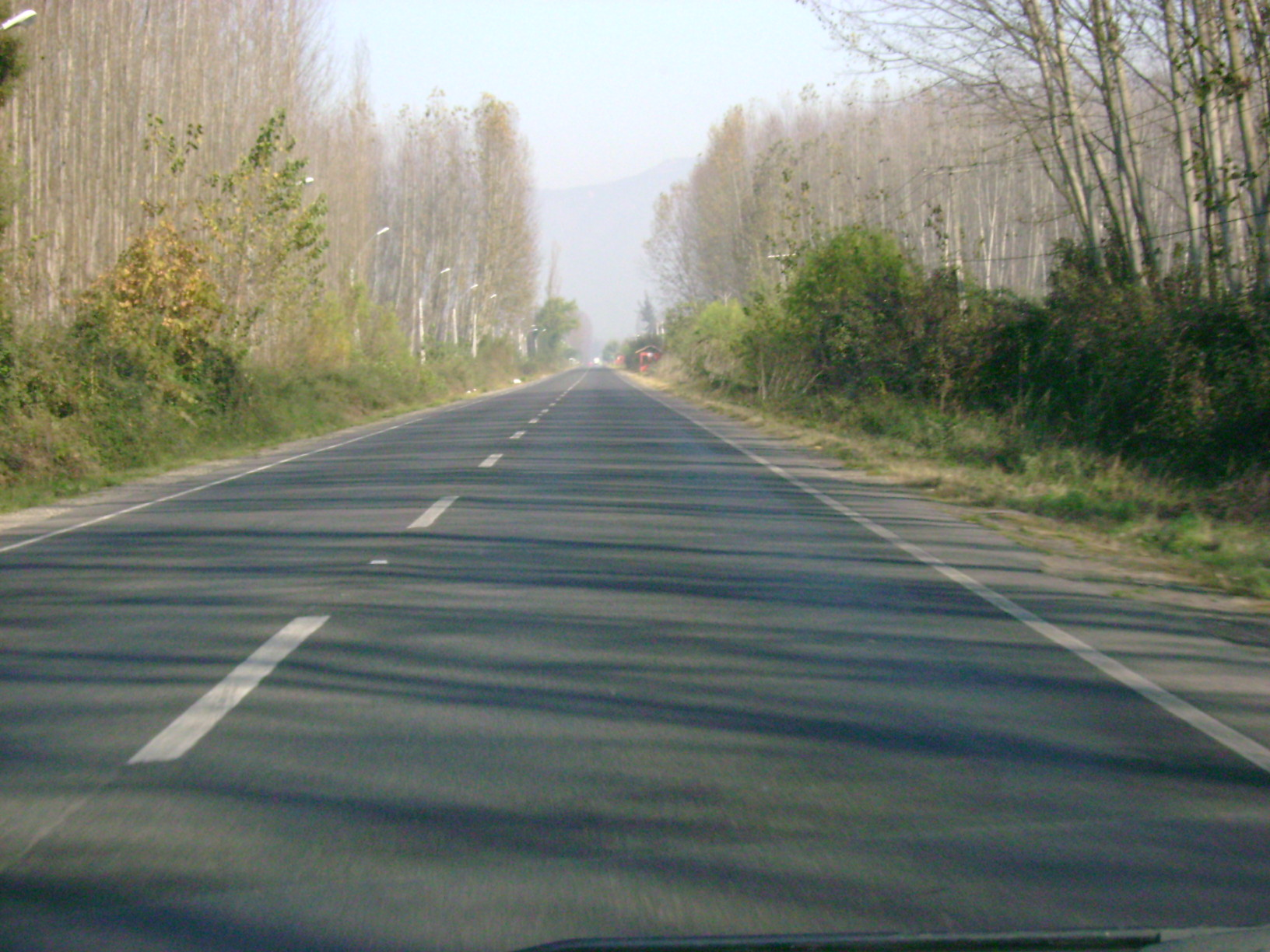